# Martin Strömbergsson
Martin Strömbergsson (nascut el 1977) és un Àrbitre de futbol suec. Actualment, Strömbergsson resideix a Gävle. És àrbitre internacional absolut de la FIFA des del 2011. Es va convertir en àrbitre professional l'any 1997 i és àrbitre de l'Allsvenskan des de 2009. Strömbergsson ha arbitrat 73 partits a l'Allsvenskan, 38 partits a la Superettan i 24 partits internacionals a partir del 2014. És el germà de Markus Strömbergsson.